# The Tracey Ullman Show
The Tracey Ullman Show est une émission de variétés américaine en 81 épisodes de 23 minutes diffusée du 5 avril 1987 au 26 mai 1990 sur le réseau Fox. Le programme contenait des petits sketchs et des numéros musicaux.
Les premiers courts métrages de Les Simpson ont été diffusés dans cette émission.